# Radivoje Minić
Radivoje Minić (Beograd, 30. septembar 1981)  je srpski istoričar, filozof i književnik. Do sada mu je objavljeno pet knjiga iz oblasti filozofije: „Na rubu iluzije“ (2010), „ Identitet kolapsa“ (2013),  „Filozofija tame“ (2016),  „Rekvijem svetu“ (2017), „Život kao klackalica nad ponorom“  (2022),  tri  zbirke poezije — „Odbrana i poslednji dani“ (2011),  „Čekajući vaskrsenje“ (2016) i „Poetika duha“ (2024), i dve zbirke pripovedaka — „Raspeće života“ (2016)  i „Izvan realnosti“ (2024). 
Godine 2019. objavljena mu je istoriografska knjiga „Istina o Sjedinjenim Američkim Državama“.
Pored jedanaest autorskih knjiga napisao je i veliki broj naučno–istraživačkih članaka, eseja i rasprava iz oblasti više nauka. Bio je recenzent nekoliko književnih i istoriografskih dela.
Živi u Gornjem Milanovcu.